# Lubowi kapiec: archiwnyje zapisi
Lubowi kapiec: archiwnyje zapisi 1992–1995 (Любови капиец: архивные записи 1992–1995, pol. Miłości kres: zapisy archiwalne 1992–1995) – kompilacja białoruskiego zespołu rockowego Lapis Trubieckoj, wydana w sierpniu 1998 roku. Wbrew temu, co sugeruje nazwa albumu, większość zapisanych na nich utworów została nagrana po 1995 roku.

## Lista utworów
| Nr  | Tytuł utworu                                | Oryginalna pisownia tytułu | Długość |
| --- | ------------------------------------------- | -------------------------- | ------- |
| 1.  | „Był w Kierczi”                             | «Был в Керчи»              | 2:58    |
| 2.  | „Sieryj”                                    | «Серый»                    | 4:50    |
| 3.  | „Liebioduszka”                              | «Лебёдушка»                | 5:10    |
| 4.  | „Czotka nam u lesie”                        | «Чотка нам у лесе»         | 3:52    |
| 5.  | „Lubow'”                                    | «Любовь»                   | 3:59    |
| 6.  | „Cyki-cyk”                                  | «Цыки-цык»                 | 2:48    |
| 7.  | „Lubowi kapiec”                             | «Любови капец»             | 3:01    |
| 8.  | „Nie dawaj”                                 | «Не давай»                 | 5:25    |
| 9.  | „Miełancholija”                             | «Меланхолия»               | 4:02    |
| 10. | „Liwni osiennije”                           | «Ливни осенние»            | 5:26    |
| 11. | „Zielenogłazoje taksi” (cover Olega Kwaszy) | «Зеленоглазое такси»       | 2:49    |
|     |                                             |                            | 44:20   |

## Twórcy
- Siarhiej Michałok – wokal
- Alaksandr Rołau – gitara, wokal wspomagający
- Rusłan Uładyka – gitara
- Waler Baszkou – gitara basowa (utwory 2, 5, 7, 8, 10, 11)
- Dzmitryj Świrydowicz – gitara basowa
- Aleh Łado – gitara basowa
- Kanstancin Haraczy – klawisze
- Pawieł Kuziukowicz – waltornia
- Jahor Dryndzin – trąbka
- Alaksiej Lubawin – perkusja[2]